# Trận Valmy
Trận Valmy, diễn ra ngày 20 tháng 9 năm 1792, là một trận đánh trong cuộc chiến tranh Cách mạng Pháp. Cuộc chiến diễn ra giữa quân Pháp do Charles François Dumouriez chỉ huy và liên quân Phổ - Áo do Karl Wihelm Ferdinand chỉ huy. Quân Pháp đông hơn đã giành lợi thế trong trận chiến này, làm nên đại thắng đầu tiên của Cách mạng Pháp và cũng là thắng lợi đầu tiên của "Quân đội Nhân dân" trong lịch sử, thể hiện sức mạnh của một đội quân kiểu mới.
Quân Pháp do Kellerman chỉ huy chọn Valmy là cứ điểm vững mạnh dễ bề phòng thủ. Hai bên nã pháo chẳng ai thắng ai thua trong trận đấu pháo lớn nhất trong lịch sử châu Âu đến thời điểm đó. Quân Phổ đã tiến công bất thành do sĩ khí kém cỏi, không thể nào tiêu diệt lực lượng Bộ binh tình nguyện Pháp và do đó họ phải dừng chân. Brunswick không dám đối đầu với quân Pháp đông hơn dù nhiều binh sĩ Pháp vẫn chưa sẵn sàng chiến đấu. Tổn thất của hai bên đều ít ỏi. Trận đánh này bất phân thắng bại về mặt chiến thuật, do đó xem ra nó chẳng mấy nổi bật. Tuy thế, về mặt chiến lược, nó là một trong những trận đánh quyết định nhất trong lịch sử thế giới, và là một chiến thắng to lớn của Cách mạng Pháp: trận đánh này đã đập tan mọi hy vọng của Liên minh thứ nhất về việc tiêu diệt cao trào Cách mạng Pháp. Do đó, trận chiến Valmy được Đại thi hào Goethe (người Đức) coi là sự kiện mở ra một trang sử mới cho lịch sử nhân loại.
Trận đánh này góp phần chấm dứt thời kỳ của các cuộc chiến tranh triều đại và mở ra thời đại của các cuộc chiến tranh dân tộc. Do thiếu tiếp tế và bệnh dịch trong quân ngũ, Brunswick rút về Đức. Nước Pháp Cách mạng sau thắng lợi này đã chuyển sang thế chủ động và đánh bại quân Áo ở trận Jemappes.